# Тита (фудбалер)
Тита (1. април 1958) бивши је бразилски фудбалер.

## Каријера
Током каријере играо је за Фламенго, Гремио Порто Алегре, Интернасионал, Васко да Гама, Бајер Леверкузен, Пескара и многе друге клубове.

## Репрезентација
За репрезентацију Бразила дебитовао је 1979. године, наступао и на Светском првенству 1990. године. За национални тим одиграо је 31 утакмица и постигао 6 голова.

## Статистика
| Бразил | Бразил | Бразил |
| Год.   | Ута.   | Гол.   |
| ------ | ------ | ------ |
| 1979   | 4      | 2      |
| 1980   | 3      | 1      |
| 1981   | 7      | 2      |
| 1982   | 0      | 0      |
| 1983   | 8      | 1      |
| 1984   | 2      | 0      |
| 1985   | 0      | 0      |
| 1986   | 0      | 0      |
| 1987   | 0      | 0      |
| 1988   | 0      | 0      |
| 1989   | 6      | 0      |
| 1990   | 1      | 0      |
| Укупно | 31     | 6      |